# Embolyntha
Embolyntha (лат.) — род эмбий подсемейства Scelembiinae из семейства Scelembiidae (или Archembiidae). Южная Америка.

## Описание
Род Embolyntha отличается от близких таксонов тем, что у них каудальный отросток десятого левого гемитергита 10Lp1 простой и начинается у внутреннего хвостового угла 10L (у Xiphosembia, некоторых видов Ochrembia и близких мексиканских родов — у внутреннего переднего угла), 10Lp1 листовидный с множеством продольных килей, субментум Sm с мембранным передним краем.

## Классификация
3 вида.
- Embolyntha brasiliensis (Griffith & Pidgeon, 1832) — Бразилия
  - =Embius brasiliensis Griffith and Pidgeon 1832[5]
  - =Olyntha brasiliensis Griffith and Pidgeon, 1832 (там же p.347)[3]
- Embolyntha guyana (Ross[англ.], 2001) — Гайана[6]
  - =Argocercembia guyana
- Embolyntha oriximina Szumik, Pereyra & Juárez, 2022 — Бразилия